# Amphithéâtre d'Autun
Ne doit pas être confondu avec Théâtre romain d'Autun.
L'amphithéâtre d'Autun est un amphithéâtre romain érigé dans la cité éduenne d'Augustodunum (actuelle Autun, en Saône-et-Loire) durant la seconde moitié du Ier siècle et disparu au XVIIIe siècle. Il est adjacent au théâtre, conservé, et est l'un des plus grands amphithéâtres de l'Empire romain.

## Description

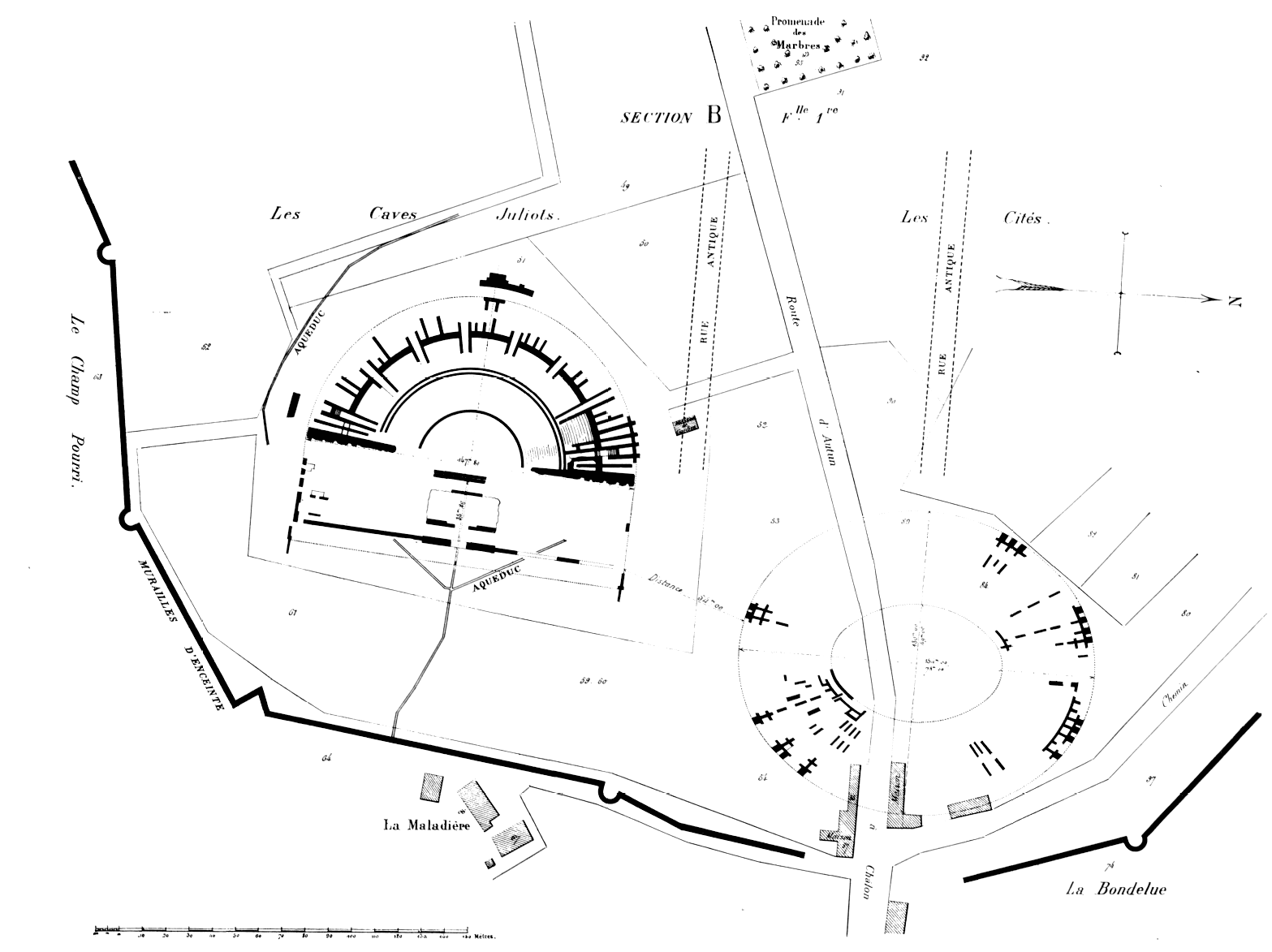
Relevé de Jean Roidot-Déléage du XVIIIe siècle, publié en 1963. À gauche le théâtre, à droite l'amphithéâtre.

L'amphithéâtre est situé dans la périphérie orientale de la ville, à proximité du théâtre, précisément à 54 mètres au nord-nord-est. Ils forment un ensemble monumental ; le théâtre est le plus grand de la Gaule romaine. De type romain classique, ils présentent de grandes similitudes architecturales et on peut supposer qu'ils ont été édifiés dans un projet commun à la période des Flaviens, entre 69 et 96,.
Complètement détruit depuis plusieurs siècles, l'aspect de l'amphithéâtre est toutefois connu grâce à des mentions anciennes, une gravure du XVIe siècle et des fouilles réalisées au XIXe siècle dont a été dressé un plan,. Tacite écrit dans ses Annales au IIe siècle qu'une école de gladiateurs existe à Augustodunum en 21, sous le règne de Tibère. Cette affirmation n'a pas encore été confirmée par l'archéologie,, mais elle ouvre l'hypothèse d'un amphithéâtre antérieur à celui connu, peut-être en bois.
Les dimensions sont de 158, 154 ou 150 mètres sur 130, avec une arène de 74 mètres sur 49. Il s'agit du plus grand amphithéâtre connu en Gaule romaine avec celui de Poitiers et l'un des plus grands connus de l'Empire romain.
Un fragment de voûte conservé au musée Rolin d'Autun et l'illustration du XVIe siècle, qui semble crédible, renseignent sur les caractères principaux de l'amphithéâtre. Il est composé de deux étages à arcades encastrées de pilastres et un attique, avec deux galeries circulaires au rez-de-chaussée et une au premier étage. D'après les fouilles du XIXe siècle, les murs sont épais de 2,30 mètres.

## Fouilles
Des fouilles sont pratiquées en 1832 et en 1844 par la Société éduenne. L'archéologue Jean Roidot-Déléage en dresse un relevé, qui est redécouvert avec d'autres au milieu du XXe siècle après plusieurs dizaines d'années d'oubli.

## Vestiges
Les dernières traces des vestiges de l'amphithéâtre disparaissent au cours des XVIe et XVIIe siècles,. Les vestiges servent de carrière ouverte, en particulier pour la construction de bâtiments ecclésiastiques, et le droit de pacage y est accordé. Ce vandalisme, autorisé par la municipalité, voit notamment les critiques de l'érudit parisien Aubin Louis Millin de Grandmaison, qui alarme en 1807 de la disparition progressive des monuments autunois.
Son emplacement est traversé par l'avenue du 2e Dragons qui mène à Chalon-sur-Saône. Il est visible par une dépression en bordure nord-est de la voie, à hauteur de la station-service, à une cinquantaine de mètres de l'extrémité du théâtre romain.